# Paya Bateung
Paya Bateung is een bestuurslaag in het regentschap Aceh Utara van de provincie Atjeh, Indonesië. Paya Bateung telt 70 inwoners (volkstelling 2010).